# Parmastomyces glutinosus
Parmastomyces glutinosus är en svampart som beskrevs av Corner 1989. Parmastomyces glutinosus ingår i släktet Parmastomyces och familjen Fomitopsidaceae.   Inga underarter finns listade i Catalogue of Life.